# 經環蝶屬
經環蝶屬（學名：Caerois）是閃蝶亞科閃蝶族裡的一個屬。分佈於新熱帶界的低地及中海拔森林下層。

## 物種
依物種的學名字母順序排列：
- 經環蝶 （Caerois chorinaeus） (Fabricius, 1775)
- 高地經環蝶 （Caerois gerdrudtus） (Fabricius, 1793)